# Sipaneopsis rupicola
Sipaneopsis rupicola là một loài thực vật có hoa trong họ Thiến thảo. Loài này được (Spruce ex K.Schum.) Steyerm. miêu tả khoa học đầu tiên năm 1967.